# Aleyrodes lonicerae
Aleyrodes lonicerae es un hemíptero de la familia Aleyrodidae, con una subfamilia: Aleyrodinae.
Fue descrita científicamente por primera vez por Walker en 1852.